# Faux-cuivré de l'astragale
Tomares nogelii
Espèce
Statut de conservation UICN

 VU A1cde : Vulnérable
Le Faux-cuivré de l'astragale ou Faux-cuivré de Nogel (Tomares nogelii) est une espèce de lépidoptères (papillons) de la famille des Lycaenidae et de la sous-famille des Theclinae.

## Dénomination
Tomares nogelii nommé par Gottlieb August Wilhelm Herrich-Schäffer en 1851.
Synonyme : Polyommatus nogelii (Herrich-Schäffer, 1851)

### Noms vernaculaires
Le Faux-cuivré de l'astragale ou Faux-cuivré de Nogel se nomme Nogel's Hairstreak en anglais.

### Sous-espèces
- Tomares nogelii dobrogensis  (Caradja, 1895)
- Tomares nogelii nesimachus (Oberthür, 1893)
- Tomares nogelii obscura (Rühl, 1893)[1]

## Description
Le Faux-cuivré de l'astragale est un petit papillon présentant un dimorphisme sexuel. Le dessus des ailes du mâle est marron alors que celui de la femelle est orange bordé de marron aux antérieures et marron orné d'orange aux postérieures.
Le verso des ailes gris est ornementé de dessins ovales orange limités par des points noirs.

### Espèces proches ou ressemblantes
Il ressemble au Faux-cuivré smaragdin (Tomares ballus) et au Faux-cuivré du sainfoin  (Tomares maureticus) mais leurs aires de répartition ne se recoupent pas.

## Biologie

### Période de vol et hivernation
Il vole en une génération (univoltin), de mai à début juillet.

### Plantes hôtes
Sa plante hôte est Astragalus ponticus.

## Écologie et distribution
Le Faux-cuivré de l'astragale est présent en Roumanie, Bulgarie, Ukraine et en Asie mineure (Turquie,  Arménie, Syrie, Liban, Palestine et nord de l'Iran).

### Biotope
Il affectionne les zones de broussailles.

### Protection
Il est inscrit sur la liste rouge des espèces vulnérables
En Moldavie, Roumanie, Turquie et Ukraine il est inscrit sur le red data book européen.